# Wolfgang Rumpf (Regisseur)
Wolfgang Rumpf (* 8. Dezember 1948 in Bernburg (Saale)) ist ein deutscher Theaterregisseur und Intendant.

## Leben
Rumpf absolvierte die Fachrichtungen Schauspiel und Regie an der Staatlichen Schauspielschule Berlin (heute Hochschule für Schauspielkunst „Ernst Busch“). Er war Regieaspirant bei Wolfgang Heinz am Deutschen Theater Berlin. Seit 1975 inszenierte Rumpf vorwiegend freischaffend an verschiedenen deutschen Schauspielhäusern Stücke von Bertolt Brecht, Gotthold Ephraim Lessing, Gerhart Hauptmann, Agatha Christie, Felix Mitterer und anderen Autoren. Er inszenierte als Gast an verschiedenen deutschen Bühnen, u. a. in Magdeburg, in Neustrelitz, in Halle, in Berlin am NVA-Erich-Weinert-Ensemble sowie am Berliner Friedrichstadtpalast in der Kleinen Revue. Er inszenierte auch Operetten und Kabarett.
1990 übernahm er die Intendanz des Berliner Satire Theaters Kneifzange. Nach 22 Jahren seiner Intendanz schloss das Kabarett Ende Oktober 2011 im Russisches Haus Berlin.
Im Jahr 2000 gründete er mit seinem langjährigen Dramaturgen und Leitungspartner Wolfgang Seppelt und dem Medienmanager Dennis Schönwetter das Berliner Kriminal Theater. Rumpf übernahm die Geschäftsführung und die Intendanz des Hauses. 
Rumpf wurde 1975 mit dem Händel-Preis, dem Kunstpreis der Stadt Halle an der Saale, ausgezeichnet. Er lebt in Leegebruch bei Berlin.

## Wichtige Inszenierungen
- Die acht Millionäre (Robert Thomas)
- Gefährliche Besessenheit (Norman J. Crisp)
- Zeugin der Anklage (Agatha Christie)
- Die Beichte (Felix Mitterer)
- Die zwölf Geschworenen (Reginald Rose), 2006
- Vor dem Frost (Henning Mankell), 2007
- Der Hund von Baskerville (Arthur Conan Doyle), 2008
- Der Totmacher (Romuald Karmakar), 2008
- Die Mausefalle (Agatha Christie), 2009
- Arsen und Spitzenhäubchen (Joseph Kesselring), 2009
- Der Name der Rose (Umberto Eco), 2011
- Die Vögel (Conor McPherson), 2018
- Tatortreiniger
- Das Paket (Sebastian Fitzek), 2022
- Die Zeugin der Anklage (Agatha Christie), 2023